# Alkylace
Alkylace je přenos alkylové skupiny z jedné molekuly do jiné. Alkylovou skupinu lze přenášet jako alkylový karbokation, radikál, karboanion nebo karben (nebo jejich ekvivalenty). Alkylační činidla se v chemii široce používají, protože alkylové skupiny jsou pravděpodobně nejčastějšími skupinami v organických molekulách. Mnoho cílových biologických molekul nebo jejich syntetických prekurzorů obsahuje alkylový řetězec s určitými funkčními skupinami v určitém pořadí. Používá se zde selektivní alkylace, čili přidávání částí k řetězci s požadovanými funkčními skupinami, zvláště pokud není běžně dostupný biologický prekurzor.
V oblasti rafinace ropy se jako alkylace označuje zvláště alkylace isobutanu alkeny. Má velký význam pro kvalitnější využití ropy.
V medicíně se při chemoterapii využívá alkylace DNA k jejímu poškození u nádorových buněk. Tato alkylace se provádí třídou léčiv nazývaných alkylační antineoplastická činidla.

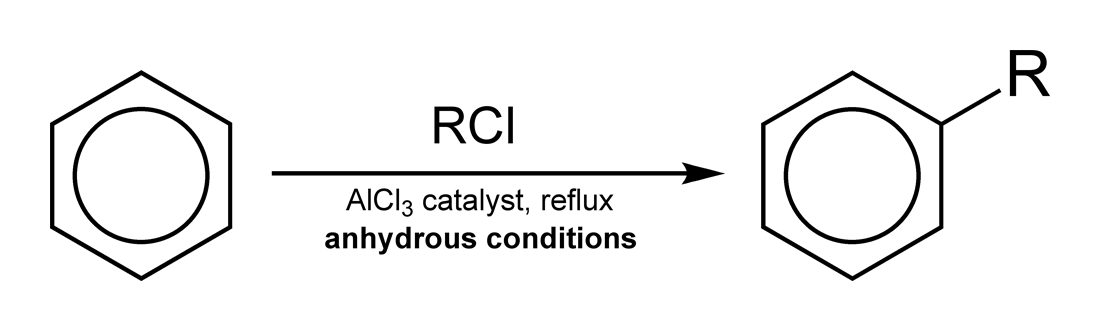
Friedelova–Craftsova alkylace benzenu